# Александар Ханжонков
Александар Алексејевич Ханзхонков (рус. Алекса́ндр Алексе́евич Ханжо́нков; 8. август 1877 — 26. септембар 1945) је био руски и совјетски филмски продуцент, редитељ и сценариста, познат као један од оснивача и најутицајнија личност руске кинематографије у предреволуционарном раздобљу.
Као младић завршио је војну академију и служио као коњички официр у руској царској војсци. Морао је, 1905. године, да напусти службу због лошег здравља, али је слободно време искористио за филмску каријеру. У почетку је радио као руски представник француског филмског студија Гаумонт, али је већ 1906. године основао Трговинску кућу Ханжонков у Москви, прву руску филмску компанију. Убрзо се преоријентисао на играни филм и почео је да ангажује пионире попут Василија Гончарова као редитеље, али и истакнуте филмске ствараоце попут Андреја Громова и Пјотра Чардинина и глумца Ивана Можухина, који ће постати најистакнутији руски глумац предреволуционарног периода. Снимио је, 1911. године, први руски играни филм Одбрана Севастопоља. Показао се као успешан предузетник и иноватор, а не смета му ни ривалство са Александром Дранковом, ни избијање Првог светског рата.
Међутим, револуција 1917. подстакла га је да пресели студије на Јалту, која је дошла под власт контрареволуционарне Беле гарде након избијања грађанског рата. Тамо је, по узору на своје колеге, неко време покушавао да настави да снима филмове. Након што су поражени 1920. године, Ханжонков се придружио егзодусу својих колега који су емигрирали на Запад преко Цариграда. После неколико година, мотивисан Лењиновом НЕП политиком, пристао је да се врати у домовину, где га је совјетска влада поставила за директора Пролеткина. Међутим, након само три године ухапшен је због проневере. Иако је убрзо пуштен, то је означило крај његове каријере. Године 1934. званично је рехабилитован и као инвалид добио је државну пензију од које је живео до краја живота. Успео је да преживи Други светски рат и нацистичку окупацију Крима, али је убрзо умро.